# Anglická ceremoniální hrabství
Britský monarcha má tradičně v jednotlivých částech Spojeného království Velké Británie a Severního Irska svého osobního zástupce, označovaného jako Lord místodržitel (anglicky Lord-Lieutenant). Každý Lord místodržitel má přiděleno jedno území, označované od roku 1996 termínem ceremoniální hrabství (anglicky ceremonial county). Tyto celky jsou stanoveny vládou s přihlédnutím k metropolitním a nemetropolitním hrabstvím, s nimiž však většinou nejsou územně totožná, protože stejnojmenná metropolitní a nemetropolitní hrabství jsou obvykle poněkud menší. Často jsou používána v lokalizaci míst v Anglii, a v této souvislosti bývají označována jako geografická hrabství.

## Účel
Na rozdíl od nemetropolitních hrabství se nejedná o územně správní celky, ale jak už z označení vyplývá, o celky sloužící v spíše jen k ceremoniálním účelům, jako je předávání vyznamenání, různé akce britského královského dvora, atd.

## Mapa
| 1. Northumberland 2. Tyne and Wear 3. Durham 4. Cumbria 5. Lancashire 6. Severní Yorkshire 7. Východní yorkshirský riding 8. Jižní Yorkshire 9. Západní Yorkshire 10. Velký Manchester 11. Merseyside 12. Cheshire 13. Derbyshire 14. Nottinghamshire 15. Lincolnshire 16. Rutland 17. Leicestershire 18. Staffordshire 19. Shropshire 20. Herefordshire 21. Worcestershire 22. Západní Midlands 23. Warwickshire | 1. Northamptonshire 2. Cambridgeshire 3. Norfolk 4. Suffolk 5. Essex 6. Hertfordshire 7. Bedfordshire 8. Buckinghamshire 9. Oxfordshire 10. Gloucestershire 11. Bristol 12. Somerset 13. Wiltshire 14. Berkshire 15. Velký Londýn 16. Kent 17. Východní Sussex 18. Západní Sussex 19. Surrey 20. Hampshire 21. Ostrov Wight 22. Dorset 23. Devon 24. Cornwall | Okrsky v Anglii |
| Nevyobrazeno: Londýnská City | |                 |